# 佛爷洞乡
佛爷洞乡，是中华人民共和国辽宁省朝阳市凌源市下辖的一个乡镇级行政单位。

## 行政区划
佛爷洞乡下辖以下地区：
酒局杖子村、佛爷洞村、大河西村、小河西村、金杖子村和上店村。